# Dermestes larvalis
Dermestes larvalis là một loài bọ cánh cứng trong họ Dermestidae. Loài này được Cockerell miêu tả khoa học năm 1917.